# Parafia św. Katarzyny w Szczebrzeszynie
Parafia Świętej Katarzyny w Szczebrzeszynie – parafia rzymskokatolicka należąca do dekanatu Szczebrzeszyn diecezji zamojsko-lubaczowskiej. 
Została utworzona 20 czerwca 2007. Kościół parafialny wybudowany w latach 1620–1638 w stylu renesansowym. Mieści się przy ulicy Klukowskiego.

## Zasięg parafii
Do parafii należą wierni z części Szczebrzeszyna oraz z następujących miejscowości: Brody Duże, Brody Małe, Kawęczyn, Kawęczynek, Lipowiec-Kolonia, Żurawnica.